# ピンカーラ
ピンカーラ（伊: Pincara）は、イタリア共和国ヴェネト州ロヴィーゴ県にある、人口約1,100人の基礎自治体（コムーネ）。

## 地理

### 位置・広がり

#### 隣接コムーネ
隣接するコムーネは以下の通り。
- カステルグリエルモ
- フィエッソ・ウンベルティアーノ
- フラッシネッレ・ポレージネ
- フラッタ・ポレージネ
- サン・ベッリーノ

### 気候分類・地震分類
ピンカーラにおけるイタリアの気候分類 (it) および度日は、zona E, 2370 GGである。
また、イタリアの地震リスク階級 (it) では、zona 3 (sismicità bassa) に分類される。

## 行政

### 分離集落
ピンカーラには、以下の分離集落（フラツィオーネ）がある。
- Bernarda, Gambaro, Paolino, Roncala

## 姉妹都市
- Smiltene、ラトビア